# Piton des Neiges
Piton des Neiges är en 3 069 meter hög sköldvulkan belägen på den franska ön Réunion i sydöstra Indiska oceanen, ungefär 800 kilometer öster om Madagaskar. Vulkanen är Réunions högsta punkt och anses vara den högsta punkten i Indiska oceanen.